# Молибдат иттрия
Молибдат иттрия — неорганическое соединение,
соль иттрия и молибденовой кислоты с формулой Y2(MoO4)3,
образует кристаллогидраты — серые или жёлтые кристаллы.

## Получение
- Спекание оксидов иттрия и молибдена:

{\displaystyle {\mathsf {Y_{2}O_{3}+3MoO_{3}\ {\xrightarrow {1050^{o}C}}\ Y_{2}(MoO_{4})_{3}}}}

## Физические свойства
Молибдат иттрия образует кристаллы
ромбической сингонии,
пространственная группа P bcn,
параметры ячейки a = 1,38881 нм, b = 0,995961 нм, c = 1,004945 нм, Z = 4.
(есть данные о кристаллах с параметрами
пространственная группа P ba2,
параметры ячейки a = 1,03021 нм, b = 1,03241 нм, c = 1,05725 нм, Z = 4)
Образует кристаллогидрат состава Y2(MoO4)3•4H2O — серые или жёлтые кристаллы.